# Jadova Nouă, Storojineț
Jadova Nouă (în ucraineană Нова Жадова, transliterat Nova Jadova și în germană Neu Zadowa) este un sat în raionul Storojineț din regiunea Cernăuți (Ucraina), depinzând administrativ de comuna Jadova. Are 406 locuitori, preponderent ucraineni.
Satul este situat la o altitudine de 379 metri, se află pe malul râului Siretul Mare, în partea de centru-nord a raionului Storojineț, la nord-est de satul Jadova Veche.

## Istorie
Localitatea Jadova Nouă a făcut parte încă de la înființare din regiunea istorică Bucovina a Principatului Moldovei. În ianuarie 1775, ca urmare a atitudinii de neutralitate pe care a avut-o în timpul conflictului militar dintre Turcia și Rusia (1768-1774), Imperiul Habsburgic (Austria de astăzi) a primit o parte din teritoriul Moldovei, teritoriu cunoscut sub denumirea de Bucovina.   
După anexarea Bucovinei de către Imperiul Habsburgic în anul 1775, localitatea Jadova Nouă a făcut parte din Ducatul Bucovinei, guvernat de către austrieci. După Unirea Bucovinei cu România la 28 noiembrie 1918, satul Jadova Nouă a făcut parte din componența României, în Plasa Flondoreni a județului Storojineț. În perioada interbelică, ființa în comuna Jadova un cămin cultural al Fundației Culturale Regale "Principele Carol", iar Casa Asigurărilor Sociale din Cernăuți dispunea de servicii medicale în comună .
Ca urmare a Pactului Ribbentrop-Molotov (1939), Bucovina de Nord a fost anexată de către URSS la 28 iunie 1940. Bucovina de Nord a reintrat în componența României în perioada 1941-1944. La 5 iulie 1941, armata română a reintrat în sat, având loc manifestări de ostilitate față de evreii localnici. Rabinul Ghinsberg a scăpat numai cu barba smulsă, cu răni la cap și cu trupul înțepat de baionete, dar au fost împușcați Eli Schnitter cu soția și Bubi Engel. Multe fete au fost violate și tuturor bătrânilor li s-au tăiat bărbile. Nu se va ști niciodată câți evrei au fost omorâți în ziua aceea și câți mai târziu. Se știe numai că din cei 543 de locuitori evrei ai celor două Jadove, au supraviețuit masacrelor de acasă, a celor din convoaie, a celor din lagărul Edineț și a celor din Transnistria, numai 80 de suflete . 
Bucovina de Nord a fost reocupată de către URSS în anul 1944 și integrată în componența RSS Ucrainene. Începând din anul 1991, satul Jadova Nouă face parte din raionul Storojineț al regiunii Cernăuți din cadrul Ucrainei independente. Conform recensământului din 1989, numărul locuitorilor care s-au declarat români plus moldoveni era de 3 (3+0), adică 0,36% din populația localității . În prezent, satul are 406 locuitori, preponderent ucraineni.

## Demografie
Componența lingvistică a localității Jadova Nouă
     Ucraineană (98,52%)
     Alte limbi (1,24%)
Conform recensământului din 2001, majoritatea populației localității Jadova Nouă era vorbitoare de ucraineană (98,52%), existând în minoritate și vorbitori de alte limbi.
1930: 1.895 (recensământ)
1989: 825 (recensământ)
2007: 406 (estimare)

### Recensământul din 1930
Componența etnică a comunei Jadova Nouă (județul Storojineț)
     Români (0,44%)
     Germani (41,84%)
     Evrei (2,63%)
     Ruteni (45,75%)
     Polonezi (9,34%)
Componența confesională a comunei Jadova Nouă
     Ortodocși (43,64%)
     Romano-catolici (31,39%)
     Mozaici (2,63%)
     Greco-catolici (2%)
     Evanghelici\Luterani (19,68%)
     Altă religie (0,66%)
Conform recensământului efectuat în 1930, populația comunei Jadova Nouă se ridica la 1.895 locuitori. Majoritatea locuitorilor erau ruteni (45,75%), cu o minoritate de germani (41,84%), una de evrei (2,63%), una de români (0,44%) și una de polonezi (9,34%). Din punct de vedere confesional, majoritatea locuitorilor erau ortodocși (43,64%), dar existau și romano-catolici (31,39%), mozaici (2,63%), greco-catolici (2,00%) și evanghelici\luterani (19,68%). Alte persoane au declarat: fără religie (5 persoane), iar 7 persoane nu au declarat religia.

## Personalități
- familia Goian - ai cărei reprezentanți se întâlnesc adesea ocupând dregătorii importante în Moldova
- Iuri Racocea (1908-1991) - silvicultor, profesor de limbile ucraineană și rusă, poet de limbă ucraineană și de limbă română
- Aharon Appelfeld (1932, Jadova - 2018, Petah Tikva, Israel) - scriitor israelian, supraviețuitor al Holocaustului; a primit premii literare prestigioase în Israel, Franța și Germania